# Бурлюк, Симона Марковна
Симона Марковна Бурлюк (21 июля 1924, Омск, Омская область, РСФСР, СССР — 6 апреля 2010, Москва, РФ) — советская монтажёр-постановщица и сценаристка научно-популярного и художественного кино. Однофамилица русского и американского поэта и художника, одного из основоположников футуризма Давида Давидовича Бурлюка.

## Биография
Родилась 21 июля 1924 года в Омске. Через несколько лет после рождения переехала в Москву и после окончания средней школы вступила в штат Киностудии имени Горького, где она с 1942 по 1945 год работала монтажёром-постановщицей. В 1945 году уволилась в связи с поступлением на сценарный факультет ВГИКа, который она окончила в 1950 году. С тех пор начала писать сценарии для научно-популярных фильмов, всего написала свыше 50 таких сценариев, а также написала 1 сценарий для художественного фильма (Звероловы). Семья: дочь, Ольга Игоревна Бурлюк (Покровская), внучки: Покровская Екатерина, Покровская Анна. Жила и работала в Москве по адресу Новоалексеевская улица, 3а.
Скончалась 6 апреля 2010 года в Москве. Похоронена на Востряковском кладбище.